# Yasagure anego den: sōkatsu rinchi
(Slogan promozionale)
Yasagure anego den: sōkatsu rinchi (やさぐれ姐御伝 総括リンチ, letteralmente Vita di una gangster senzatetto: linciaggio completo) è un film del 1973 diretto da Teruo Ishii, conosciuto anche col titolo internazionale Female Yakuza Tale: Inquisition and Torture.
È il sequel di Sex and Japan, diretto da Norifumi Suzuki nel 1973 e interpretato sempre da Reiko Ike.

## Trama
Una donna, armata di un ombrello che si rivela essere una spada, affronta sotto la pioggia un gruppo di uomini. I suoi vestiti si lacerano e la donna rimane completamente nuda, continuando a combattere e uccidendo tutti gli uomini.
La donna è Ochô Inoshika, una ladra e giocatrice d'azzardo, che rimane coinvolta in un giro di droga e prostituzione. Il suo obiettivo è infatti un'organizzazione criminale che nasconde la droga nelle vagine delle ragazze.
Una volta infiltrata nell'organizzazione, Ochô libera le ragazze, che si vendicano dei loro aguzzini attaccandoli completamente nude, utilizzando bombe nascoste nelle parti intime e urinando sui loro corpi.